# Coppa del Mondo di scacchi 2002
La Coppa del Mondo di scacchi 2002 (anche chiamata Seconda Coppa del Mondo di scacchi) è stata una competizione scacchistica tra 24 giocatori disputatasi tra il 9 e 22 ottobre 2002 a Hyderabad in India. L'evento è stato organizzato dalla FIDE e ospitato dalla All India Chess Federation. La media Elo dei partecipanti lo ha reso un torneo scacchistico di Categoria XVI. In finale Viswanathan Anand ha battuto Rustam Qosimjonov, riconfermandosi dopo la vittoria ottenuta nell'edizione del 2000.

## Partecipanti
I giocatori sono Grandi Maestri se non diversamente indicato, il punteggio Elo si riferisce alla lista FIDE di ottobre 2002.
1. Viswanathan Anand, 2755
2. Vasyl' Ivančuk, 2709
3. Aleksandr Morozevič, 2707
4. Nigel Short, 2684
5. Aleksej Dreev, 2673
6. Vladimir Malachov, 2670
7. Krishnan Sasikiran, 2670
8. Ye Jiangchuan, 2667
9. Zurab Azmaiparashvili, 2666
10. Sergej Rublëvskij, 2664
11. Rustam Qosimjonov, 2653
12. Oleksandr Beljavs'kyj, 2650

1. Xu Jun, 2643
2. Teymur Rəcəbov, 2628
3. Bartłomiej Macieja, 2615
4. Giovanni Vescovi, 2614
5. Jaan Ehlvest, 2600
6. Hichem Hamdouchi, 2593
7. Aleksej Ermolinskij, 2575
8. Pentala Harikrishna, 2551
9. Mohamad Al-Modiahki, 2550
10. Surya Ganguly, 2531, MI
11. Saidali Iuldachev, 2511
12. Watu Kobese, 2399, MI

I giocatori furono divisi in gironi (4, da 6 giocatori ciascuno) nei quali ognuno affrontava gli avversari una volta.
I due giocatori con il punteggio più alto, in caso di parità erano previsti play-off, passarono alla fase ad eliminazione diretta.

## Gironi
| Gruppo A           | Punti | Gruppo B              | Punti | Gruppo C            | Punti. | Gruppo D              | Punti |
| ------------------ | ----- | --------------------- | ----- | ------------------- | ------ | --------------------- | ----- |
| Vladimir Malachov  | 3½    | Aleksej Dreev         | 3½    | Rustam Qosimjonov   | 3½     | Oleksandr Beljavs'kyj | 3½    |
| Ye Jiangchuan      | 3     | Sergej Rublëvskij     | 3     | Viswanathan Anand   | 3      | Nigel Short           | 3½    |
| Bartłomiej Macieja | 3     | Teymur Rəcəbov        | 3     | Krishnan Sasikiran  | 2½     | Jaan Ehlvest          | 3½    |
| Giovanni Vescovi   | 3     | Zurab Azmaiparashvili | 2½    | Hichem Hamdouchi    | 2½     | Surya Ganguly         | 2     |
| Vasyl' Ivančuk     | 2     | Aleksej Ermolinskij   | 1½    | Mohamad Al-Modiahki | 2      | Pentala Harikrishna   | 1½    |
| Saidali Iuldachev  | ½     | Watu Kobese           | 1½    | Xu Jun              | 1½     | Aleksandr Morozevič   | 1     |

La fase a gironi vide diverse sconfitte inaspettate per le prime tre teste di serie: Anand (N.1) perse contro Sasikaran (N.7), passò il girone come secondo grazie alle vittorie contro Qosimjonov e Al-Modiahki. Ivančuk (N.2) perse contro Malachov (N.6) e Macieja (N.15), classificandosi quinto nel girone e venendo di conseguenza eliminato. Morozevič (N.3) perse le sue prime tre partite, contro Ehlvest (N.17), Ganguly (N.22), e Harikrishna (N.20). Chiuse l'evento come ultimo del suo girone a 1 punto, scendendo sotto il punteggio di 2700 per la prima volta dal 1998.

## Dai quarti di finale in poi
A partire dai quarti di finale ogni incontro prevedeva due partite, con, in caso di parità, spareggi a gioco rapido.
|  | Quarti di finale | Quarti di finale      | Quarti di finale  |                   |                       | Semifinali | Semifinali | Semifinali |  |  | Finale | Finale            | Finale |
|  |                  |                       |                   |                   |                       |            |            |            |  |  |        |                   |        |
|  |                  | Oleksandr Beljavs'kyj | 1½                |                   |                       |            |            |            |  |  |        |                   |        |
|  |                  | Sergej Rublëvskij     | ½                 |                   |                       |            |            |            |  |  |        |                   |        |
|  |                  | Sergej Rublëvskij     | ½                 |                   | Oleksandr Beljavs'kyj | ½          |            |            |  |  |        |                   |        |
|  |                  |                       |                   |                   | Oleksandr Beljavs'kyj | ½          |            |            |  |  |        |                   |        |
|  |                  |                       | Rustam Qosimjonov | 1½                |                       |            |            |            |  |  |        |                   |        |
|  |                  | Ye Jiangchuan         | Rustam Qosimjonov | 1½                | ½                     |            |            |            |  |  |        |                   |        |
|  |                  | Ye Jiangchuan         |                   |                   | ½                     |            |            |            |  |  |        |                   |        |
|  |                  | Rustam Qosimjonov     | 1½                |                   |                       |            |            |            |  |  |        |                   |        |
|  |                  |                       |                   |                   |                       |            |            |            |  |  |        | Rustam Qosimjonov | ½      |
|  |                  |                       |                   | Viswanathan Anand | 1½                    |            |            |            |  |  |        |                   |        |
|  |                  | Nigel Short           | 1½                |                   |                       |            |            |            |  |  |        |                   |        |
|  |                  | Aleksej Dreev         | 2½                |                   |                       |            |            |            |  |  |        |                   |        |
|  |                  | Aleksej Dreev         | 2½                |                   | Aleksej Dreev         | 2½         |            |            |  |  |        |                   |        |
|  |                  |                       |                   |                   | Aleksej Dreev         | 2½         |            |            |  |  |        |                   |        |
|  |                  |                       | Viswanathan Anand | 3½                |                       |            |            |            |  |  |        |                   |        |
|  |                  | Vladimir Malachov     | Viswanathan Anand | 3½                | ½                     |            |            |            |  |  |        |                   |        |
|  |                  | Vladimir Malachov     |                   |                   | ½                     |            |            |            |  |  |        |                   |        |
|  |                  | Viswanathan Anand     | 1½                |                   |                       |            |            |            |  |  |        |                   |        |

La prima partita della finale tra Viswanathan Anand e Rustam Qosimjonov si concluse con una rapida patta in 16 mosse, poiché Qosimjonov (con il bianco) non riuscì a trovare spunti di attacco contro la Difesa Caro-Kann adottata da Anand. La seconda partita, una Difesa russa, vide Anand gradualmente aumentare il suo vantaggio, specialmente dopo la mossa 18...C6g5? di Qosimjonov. L'uzbeko abbandonò 11 mosse dopo, consentendo ad Anand di confermarsi come detentore del titolo.
| Name              | Rating | 1 | 2 | Totale |
| ----------------- | ------ | - | - | ------ |
| Viswanathan Anand | 2755   | ½ | 1 | 1½     |
| Rustam Qosimjonov | 2653   | ½ | 0 | ½      |